# 공주 정지산 유적
공주 정지산 유적(公州 艇止山 遺蹟)은 대한민국 충청남도 공주시 금성동에 자리하고 있는 백제시대 제사 유적이다. 2006년 11월 6일 대한민국의 사적 제474호로 지정되었다.

## 개요
무령왕릉이 자리하고 있는 송산의 북쪽 끝에 해당되는 곳으로, 동쪽으로는 공산성이 마주하고 있고 북쪽으로는 금강이 있다.
능선 정상부를 평평하게 조성한 다음 기와 건물과 대벽건물이라는 특수한 형태의 건물을 세우고,그 외곽을 다시 목책과 도랑으로 에워싸 주변지역과 구별 하였다. 무령왕릉에서 출토된 지석에 의하면 왕과 왕비는 27개월간 빈전에 모겨져 있다가 현재의 왕릉에 안장된 것을 알 수 있는데, 방위로 볼 때 왕비의 빈전일 가능성이 높다고 보는 견해도 있다.

## 지정 사유
공주시 금성동 정지산의 구릉지대에 자리잡은 유적으로 1996년 국립공주박물관의 발굴조사 결과 백제시대 국가적 차원의 제의시설로 추정된다.
유적지 내에서는 국가의 중요시설에만 사용된 8잎의 연꽃잎이 새겨진 수막새가 발견되었고, 이외에 화려한 장식이 부착된 장고형 그릇받침 등 국가 제사와 관련된 유물이 출토되었다.
이 유적은 무령왕릉에서 출토된 무령왕과 왕비의 매지권에 기록된 신지(申地), 유지(酉地)의 방향과 정확히 일치하고 있어, 왕비의 시신이 사후 무령왕릉에 안치되기까지 2~3여 년간 수습되어 보관된 곳일 가능성도 제기되고 있다. 특히 건물의 기둥을 받쳐주는 초석이 없는 건물로 제작되어 영구적인 목적으로 만든 것이 아니라는 점과 유적지 내의 대벽건물지에서는 얼음을 보관한 것으로 추정된다는 점도 이러한 가능성을 뒷받침해주고 있다.

## 참고 자료
- 공주 정지산 유적 - 국가유산청 국가유산포털